# Neon Nights: 30 Years of Heaven & Hell
Neon Nights: 30 Years of Heaven & Hell — концертный альбом, третий и последний диск супергруппы Heaven & Hell. Записан во время фестиваля Wacken Open Air в Германии 30 июля 2009 года. Выпущен в США 16 ноября 2010 года и в Японии 27 октября 2010 года (в версии Deluxe Website) и 10 ноября 2010 в стандартной версии. Включает в себя песни со всех трёх студийных альбомов группы Black Sabbath времён Дио и песни из альбома The Devil You Know. Альбом был выпущен в форматах CD и DVD. Японская Deluxe Website версия выпускалась компанией Columbia в формате SHM-CD и имела дополнительную полиграфию.
В описании на диске написано: «В четверг 30 июля 2009 года Heaven & Hell выступили на знаменитом фестивале Wacken Open Air в Германии в рамках своего тура для поддержки альбома The Devil You Know, выпущенного позднее. Никто не знал в то время, что это будет последний концерт, снятый с Ронни Джеймсом Дио перед его смертью в мае 2010 года от рака желудка. Heaven & Hell были в фантастической форме и сыграли смесь песен с нового альбома и их старых классических песен времен Black Sabbath. Этот альбом — дань одному из величайших рок-вокалистов.»
DVD версия дополнительно к концерту включает в себя интервью в честь 30-летия выпуска альбома Heaven & Hell и дань уважения Дио.
Полное название альбома: Neon Nights: 30 Years of Heaven & Hell — 'Live in Europe' для рынка США and Neon Nights: 30 Years of Heaven & Hell — 'Live at Wacken' для европейского рынка.

## Список композиций
Авторы всех песен — Батлер/Дио/Айомми, если нет примечаний.

### Список композиций CD
1. «The Mob Rules» — 3:46
2. «Children of the Sea» (Батлер, Дио, Айомми, Уорд) — 6:30
3. «I» — 6:16
4. «Bible Black» — 6:29
5. «Time Machine» — 4:39
6. «Fear» — 4:36
7. «Falling Off the Edge of the World» — 5:39
8. «Follow the Tears» — 6:11
9. «Die Young» (Батлер, Дио, Айомми,Уорд) — 6:41
10. «Heaven and Hell» (Батлер, Дио, Айомми,Уорд) — 17:48
11. «Neon Knights» (Батлер, Дио, Айомми,Уорд) — 5:45

### Список композиций DVD
1. «E5150»
2. «Mob Rules»
3. «Children of the Sea» (Батлер, Дио, Айомми,Уорд)
4. «I»
5. «Bible Black»
6. «Time Machine»
7. «Fear»
8. «Falling Off the Edge of the World»
9. «Follow the Tears»
10. «Die Young» (Батлер, Дио, Айомми,Уорд)
11. «Heaven and Hell» (Батлер, Дио, Айомми,Уорд)
12. «Country Girl»
13. «Neon Knights» (Батлер, Дио, Айомми,Уорд)

## Участники записи
- Ронни Джеймс Дио — вокал
- Тони Айомми — гитара
- Гизер Батлер — бас-гитара
- Винни Апписи — ударные
- Скотт Уоррен — клавишные, ритм-гитара